# Giro di Campania 1963
Il Giro di Campania 1963, trentunesima edizione della corsa, si svolse il 28 marzo 1963 su un percorso di 243,9 km. La vittoria fu appannaggio dell'italiano Adriano Durante, che completò il percorso in 6h43'30", precedendo i connazionali Pierino Baffi e Vittorio Casati.

## Ordine d'arrivo (Top 10)
| Pos. | Corridore           | Squadra              | Tempo    |
| ---- | ------------------- | -------------------- | -------- |
| 1    | Adriano Durante     | Legnano              | 6h43'30" |
| 2    | Pierino Baffi       | Molteni              | a 3'37"  |
| 3    | Vittorio Casati     | Legnano              | a 4'02"  |
| 4    | Ercole Baldini      | Cynar                | a 4'33"  |
| 5    | Gastone Nencini     | Springoil-Fuchs      | s.t.     |
| 6    | Battista Babini     | Salvarani            | s.t.     |
| 7    | Graziano Battistini | I.B.A.C.             | s.t.     |
| 8    | Marino Fontana      | San Pellegrino-Firte | s.t.     |
| 9    | Giuseppe Fezzardi   | Cynar                | s.t.     |
| 10   | Luigi Mele          | Gazzola              | s.t.     |